# Лесото на літніх Олімпійських іграх 1972
Лесото брала участь у Літніх Олімпійських іграх 1972 року в Мюнхені (Німеччина), вперше за свою історію, але не завоювала жодної медалі.

## Результат

### Легка атлетика
| Спортсмен       | Дисципліна            | Забіг     | Забіг | Чвертьфінал | Чвертьфінал | Півфінал   | Півфінал   | Фінал      | Фінал      |
| Спортсмен       | Дисципліна            | Результат | Місце | Результат   | Місце       | Результат  | Місце      | Результат  | Місце      |
| --------------- | --------------------- | --------- | ----- | ----------- | ----------- | ---------- | ---------- | ---------- | ---------- |
| Мотсапі Мооросі | 100 метрів (чоловіки) | 10,74     | 6     | Не пройшов  | Не пройшов  | Не пройшов | Не пройшов | Не пройшов | Не пройшов |
| Мотсапі Мооросі | 200 метрів (чоловіки) | 21,15     | 4     | 20,90       | 5           | Не пройшов | Не пройшов | Не пройшов | Не пройшов |